# Fricis Bārda
Fricis Bārda (né le 25 janvier 1880 à pagasts de Pociems (Posendorf) en Lettonie sous Empire russe – mort le 13 mars 1919 à Riga en Lettonie) est un poète letton. Son style s'apparente au romantisme et à l'esthétisme,. Ses thèmes préférés sont la terre, la nature, la vie et la mort, l'âme et l'éternité. Beaucoup de ses œuvres sont destinés aux enfants. Bārda a également écrit de nombreuses critiques littéraires et les essais d'esthétique. Ses livres sont traduits en russe, polonais, anglais et allemand.
La poésie de Fricis Bārda prend son essor pendant la période entre les deux révolutions, celle de 1905 et celle de 1917. Néanmoins Fricis Bārda demeure poète apolitique, contrairement à bien d'autres artistes, ses compatriotes, il est plutôt attiré par le romantisme allemand. Il devient très populaire la veille de la Première Guerre mondiale et durant la période d'entre-deux-guerres. Ensuite, lorsque la Lettonie se retrouve occupée par les Soviétiques, son individualisme et son esthétique symboliste voire mystique dérangent l'idéologie du parti communiste,.

## Biographie
Fricis Bārda naît dans la famille de huit enfants de Jānis et Ieva Bārda, dans la maison "Rumbiņi" de la paroisse de Pociems en Lettonie. Son frère cadet Antons Bārda (1891-1981) est également devenu poète. Fricis travaille comme berger jusqu'à l'âge de six ans. De cette période il lui restera l'amour pour la nature qui sera sa source d'inspiration. Il commence sa scolarité à l'école de Pociems (1890-1892), puis, intègre l'école paroissiale d'Umurga (1892-1895), puis, l'école communale de Limbaži (1895-1898). Il poursuit ses études secondaires au petit séminaire de Valka (1898-1901) qui se situe à cette époque à Riga.
En 1901, il commence sa carrière comme instituteur auxiliaire de l'école paroissiale de Katlakalns. Au mois de novembre 1902, parait sa première publication, Raibais pavediens, dans la revue Rīgas Avīze. En 1906, Bārda entreprend le voyage à Vienne afin d'étudier la philosophie. Il s'inscrit comme auditeur libre à l'Université où il découvre les philosophies idéalistes et le romantisme allemand. Néanmoins, il sera contraint d'interrompre son parcours à cause de sa santé précaire et face aux difficultés matérielles.
Un an plus tard, Bārda retourne en Lettonie et obtient le post d'instituteur à l'école réale de Atis Ķeniņš (de l'allemand Realschule - l'établissement d'enseignement secondaire) où il enseigne jusqu'en 1913. Il travaille pour les revues Stari (1907-1908) et Zalktis, fait connaissance de compositeur Emīls Dārziņš et le peintre Janis Rozentāls. Il donne un cycle de conférences sur l'esthétique au studio d'art dramatique de Jēkabs Duburs.
En 1911, il publie Zemes dēls [Fils de la Terre] son premier recueil de poèmes, le seul publié de son vivant. Son autre œuvre majeure, Dziesmas un lūgšanas Dzīvības Kokam [Chants et prières pour l'arbre de vie], a été publiée en 1919.
En 1917, Bārda fonde sa propre école à Valmiera. Pendant une période il devient aussi l'inspecteur d'académie. Il était également inscrit à la faculté de langue et littérature lettonne à l'école technique supérieure Balte (Baltijas tehniskā augstskola].
Il s'exile en Russie pendant la Première Guerre mondiale et ne revient à Riga qu'en automne 1918. Il meurt des suites de la maladie des reins compliquée par une grippe le 13 mars 1919, à l'âge de 39 ans.
En 1933, au cimetière de Umurga où repose l'écrivain on inaugure le monument réalisé par le sculpteur Teodors Zaļkalns. La maison "Rumbiņi" accueille aujourd'hui le musée de son œuvre,.
En 1927, l'essayiste et philologue Zenta Mauriņa obtient son doctorat à l'université de Riga soutenant une thèse sur les œuvres complètes de Fricis Bārda.
L'école du village Pociems appelée à l'époque Pīlāgu skola prend plus tard le nom de Fricis Bārda. L'établissement est fermée pour manque d'élèves le 31 août 2011.

## Vie privée
- Père : Jānis Bārda (1844-1909)
- Mère : Ieva Bārda, née Lāce (1850-1941)
- Frères : Karlis Barda (1875-1919), Jānis Bārda (1877-1943), Antons Bārda (1891-1981), Juris Bārda (1881-1884), Ernests Bārda (1885-1891)
- Sœurs : Anete Bārda (1894-1918) et Matilde Bārda (1889-1914)
- Épouse : Paulīne Bārda, née Puskalne (1890-1983)
- Enfants : Zigurds Bārda (1916-1984) mort à Melbourne en Australie, Ulrika Tamāra Bārda (1917-1920)

## Œuvres
- Fils de la Terre (Zemes dēls, 1911), recueil de poésie
- Chants et prières pour l'arbre de vie (Dziesmas un lūgšanas Dzīvības Kokam, 1922), recueil de poésie
- Vita somnium (1923)
- Vēstules (1926), échanges épistolaires de Fricis Bārda
- Drāmas (1929), théâtre
- Zemes dziesma (1970)
- Raksti, 2 vol., (1990-1992)
- Kopoti raksti, 4 vol., (1938-1939)